# Gordon Pai'ea Chung-Hoon
Gordon Pai'ea Chung-Hoon (1910-1979; Honolulu, Hawaii) là một đề đốc hải quân Hoa Kỳ, người đã tham chiến trong chiến tranh thế giới thứ 2 và là một người gốc Á đầu tiên giữ chức chỉ huy cao cấo trong quân đội Hoa Kỳ. Choong-Hoon là một người gốc Hoa, cha ông là William Chung-Hoon Jr là một người gốc Hoa sống ở Hawaii. Tên của Chung-Hoon được đặt cho một chiến hạm của Mỹ, USS Chung-Hoon (DDG-93). Tàu chiến này hiện đang xuất hiện ở khu vục Biển Đông khi có tranh chấp chủ quyền đang diễn ra.